# Associacions a l'antiga Roma
A l'antiga Roma, el principi d'associació privada va ser reconegut molt aviat per l'Estat. Les sodalitates amb finalitats religioses s'esmenten a les Dotze Taules, i es creia que els collegia opificum, o gremis comercials, van ser instituïts per Numa Pompili, el que probablement significa que estaven regulats pel ius divinum com a associats a cultes particulars.
Pot ser difícil distingir entre les dues paraules collegium i sodalitas. Collegium és el significat més ampli dels dos, i es pot utilitzar per a associacions de tot tipus (públiques i privades), mentre que sodalitas és més especialment un sindicat amb el propòsit de mantenir un culte. Ambdues paraules indiquen la permanència de l'objecte assumit per l'associació, mentre que una societas és una combinació temporal sense deures estrictament permanents.

## Associacions comercials
Els collegia opificum (associacions comercials) atribuïts a Numa inclouen gremis de teixidors, bataners, tintorers, sabaters, metges, mestres, pintors i altres ocupacions, tal com va enumerar Ovidi al Fastos. Ovidi diu que en origen estaven associats amb el culte de Minerva, la deessa de l'artesania. Plutarc esmenta els flauters, que estaven relacionats amb el culte de Júpiter al Capitoli, així com els gremis de ferrers, orfebres i adobers.
Tot i que aquests gremis potser no tenien una finalitat religiosa, com totes les primeres institucions estaven associats amb algun culte religiós, i en la majoria dels casos el culte de Minerva. Gairebé totes aquestes col·legies tenien el seu centre religiós i seu centre comercial al seu temple al turó de l'Aventí. Quan es va instituir un gremi de poetes durant la Segona Guerra Púnica, aquest també va tenir el seu lloc de trobada al mateix temple.
La finalitat del gremi en cada cas era, sens dubte, protegir i promoure els interessos del comerç, però hi ha poca informació sobre ells fins a l'època de Ciceró, quan reapareixen en forma de clubs polítics (collegia sodalicia o compitalicia) principalment amb l'objectiu d'aconseguir l'elecció dels candidats a la magistratura. Els col·legis polítics van ser suprimits per un senatus consultum l'any 64 aC, reviscut per Clodi sis anys més tard, i finalment abolits per Juli Cèsar, com a perillós per a l'ordre públic.
El principi del gremi comercial es reafirma sota l'Imperi, i es troba en funcionament a Roma i a totes les ciutats municipals. Tot i que el dret d'autoritzar aquestes associacions pertanyia al govern, aquests gremis comercials van ser reconeguts per l'Estat com a instituïts «ut necessariam operam publicis utilitatibus exhiberent» (per tal que poguessin realitzar el treball necessari dels serveis públics o obres públiques útils).
Tot tipus de comerç i negoci de tot l'Imperi sembla haver tingut el seu col·legi, com demostren les inscripcions recollides al Corpus Inscriptionum Latinarum (CIL) de qualsevol ciutat municipal romana. Aquestes inscripcions proporcionen una evidència important de la vida i l'obra dels ordes inferiors dels municipis. L'objectiu principal, sens dubte, era encara protegir el comerç, però a mesura que passava el temps van tendir a esdevenir associacions per a les festes i l'entreteniment, i cada cop més dependrien de la munificàcia dels mecenes (patroni) elegits amb l'objectiu d'obtenir-lo. Fins a quin punt van formar una base o un exemple per als gremis de l'Edat mitjana és una qüestió difícil (vegeu Gremi).
Finalment, les associacions comercials van donar suport a l'individu per poder gaudir dels ritus funeraris i un memorial permanent després de la seva mort.

## Associacions religioses
Les associacions constituïdes per al manteniment dels cultes religiosos s'anomenaven habitualment sodalitates, encara que també s'utilitzava per a elles la paraula collegium, com en el cas del col·legi dels Frates Arvales. Dels antics Sodales Titii no se sap res fins que van ser reviscuts per August; pot haver estat que quan una gens o família encarregada del manteniment d'un culte determinat s'havia extingit, el seu lloc fos proveït per una sodalitas.
La introducció de nous cultes també va comportar la institució de noves associacions. L'any 495 aC quan es va introduir el culte de Minerva, es va fundar un collegium mercatorum per mantenir-lo, que celebrava la seva festa el dies natalis (dia de la dedicació) del temple. L'any 387 els ludi Capitolini van ser posats sota la cura d'una associació similar d'habitants al turó Capitolí. L'any 204 aC quan es va introduir la Magna Mater (Gran Mare o Cíbele) de Pessinunt, es va instituir una sodalitas que, com assenyala Ciceró, solia festejar junts durant els ludi Megalenses.
Totes aquestes associacions estaven degudament autoritzades per l'Estat (collegia licita), que en tot moment va estar vigilant en prohibir el manteniment de qualsevol que considerés perillós per motius religiosos o polítics. L'any 186 aC el Senat, mitjançant un decret del qual es conserva una part, va fer que tota combinació per promoure els ritus religiosos dedicats a Bacus fos estrictament il·legal. Les sodalitates legals són freqüents posteriorment; el temple de Venus Genetrix, iniciat per Juli Cèsar i acabat per August, tenia el seu col·legi. Es van instituir sodalilats per al culte dels emperadors divinitzats com August (vegeu Sodales Augustales) i Claudi.

## Associacions funeràries
Aconseguir un enterrament adequat era un dels motius perquè una persona de la classe treballadora pertanyés a un gremi comercial. L'any 133 sota el govern de l'emperador Hadrià, la formació de col·legis específicament per a aquest propòsit va ser reconeguda per llei, conservada al capdavant dels reglaments d'un col·legi instituït per al culte de Diana i Antínous a Lanúvium. Segons el Digest (47. 22), es tractava d'una llei general que permetia la fundació d'associacions funeràries, sempre que es complís la llei contra els col·legis il·lícits (collegia illicita). La inscripció de Lanúvium, juntament amb moltes altres, indica que els membres hereus eren per regla general de les classes més humils de la societat, i sovint incloïen esclaus. Cada membre pagava una quota d'entrada i una subscripció mensual, i en cas de morir es feia una beca funerària al seu hereu per enterrar-lo al sepulcre del col·legi, o si eren massa pobres per construir-ne un, per un enterrament segur en un columbari públic.
Aquests col·legis s'organitzaven en la mateixa línia que les ciutats municipals de l'imperi. Els seus oficials eren elegits, normalment per un any, o en el cas de distincions honorífices, de per vida. Com en una ciutat municipal, tenien títols com quinquennales, curatores i praefecti. Els qüestors supervisaven les finances de l'associació. El seu lloc de reunió, si eren prou rics per tenir-ne un, es deia schola i era com un club. El lloc o l'edifici sovint era cedit per algun mecenes ric (patroni), que sovint tenia el seu nom gravat a la seva porta. Els patroni van augmentar en nombre, i cada cop més els col·legis van adquirir l'hàbit de dependre de les seves benefaccions.
Les inscripcions no proporcionen cap prova de si el col·legi també prestava assistència als membres malalts. Les úniques excepcions semblen ser els col·legis militars, que, tot i que estaven estrictament prohibits com a perillosos per a la disciplina, van continuar augmentant en nombre malgrat la llei. Les inscripcions dels grans campaments legionaris de la província romana d'Àfrica mostren no només l'existència d'aquests col·legis, sinó la manera en què es gastaven els seus fons. Sembla que es van aplicar amb finalitats útils en la vida d'un membre així com per al seu enterrament, com per exemple a les despeses de viatge, o al seu suport després de la seva baixa.

## Declivi
A mesura que l'Imperi Romà s'anava empobrint i despoblant, i a mesura que augmentava la dificultat per defensar les seves fronteres, aquestes associacions s'extingien lentament. La sobtada invasió de Dàcia pels bàrbars l'any 166 va ser seguida de l'extinció d'un col·legi que ha deixat constància del fet, i probablement de molts altres. El mestre del col·legi de Júpiter Cernenius, amb els dos qüestors i set testimonis, donen fe del fet que el col·legi ha deixat d'existir: «Els comptes han estat liquidats, i no queda cap romanent al cofre. Durant molt de temps cap membre ha assistit els dies fixats per a les reunions i no s'ha pagat cap subscripció».